# Мельница (Иркутская область)
Ме́льница — село в Нижнеудинском районе Иркутской области. Административный центр Усть-Рубахинского муниципального образования. 

## География
Село находится на левом берегу реки Рубахина (левый приток Уды), на расстоянии 6,5 км к юго-востоку от города Нижнеудинск, административного центра района.

## Население
| 2002 | 2010  | 2011  | 2012  |
| ---- | ----- | ----- | ----- |
| 1389 | ↗1420 | ↘1416 | ↗1420 |

## Улицы
| - ул. Береговая, - пер. Берёзовый, - ул. Бестужева, - ул. Волконского, - ул. Гагарина, - ул. Короленко, - ул. Крылова, - ул. Ленина, - ул. Лермонтова, | - ул. Лескова, - ул. Лесная, - ул. Механизаторов, - ул. Мира, - пер. Молодёжный, - ул. Молодости, - ул. Муравьёва, - ул. Новая, - ул. Победы, | - ул. Полевая, - ул. Рылеева, - ул. Советская, - ул. Солнечная, - ул. Сосновая, - ул. Тютчева, - ул. Чехова, - ул. Энергетиков, - ул. Юбилейная. |

## Известные уроженцы
- Ферапонтов, Владимир Петрович (1933—2008) — советский и российский актёр театра и кино. Заслуженный артист Российской Федерации.